# Fluorotélomère
Les fluorotélomères sont des oligomères à base de fluorocarbures ou des télomères synthétisés par télomérisation. Certains fluorotélomères et composés à base de fluorotélomères sont une source d'acides carboxyliques perfluorés persistant dans l'environnement tels que le PFOA et le PFNA et d'autres font l'objet d'études approfondies à ce sujet.